# Meksička revolucija
Meksička revolucija (špa. Revolución mexicana) je izraz, kojim se opisuju politička previranja, pučevi i serija građanskih ratova u Meksiku koji su okvirno trajali od 1910. do 1920. godine. 
Otpočelo je kao nastojanje meksičkih liberala na čelu s Franciscom I. Maderom, da se svrgne dugogodišnji autokratski režim predsjednika Porfirija Diaza; godine 1911. Diaz je prisiljen odstupiti, te je novi predsjednik postao Madero. Njegovo oklijevanje, da provede popularne socijalne i ekonomske reforme izazvalo je nove pobune radikalnih revolucionara, a početkom 1913. puč u kome ga je svrgnuo i ubio general Victoriano Huerta. Njega je pak, godine 1914. uz pomoć Pancha Ville i Emiliana Zapate svrgnuo Venustiano Carranza; odmah potom Villa i Zapata su se sukobili s Carranzom, koji ih je postupno uspio vojnički poraziti i prikupiti dovoljno političke podrške, da početkom 1917. ishodi donošenje novog ustava s brojnim reformama, koje su uključivale podjelu zemlje siromašnim seljacima i sekularizaciju države. 
Taj se događaj ponekad navodi kao kraj revolucije, iako su se oružani sukobi nastavili još tri godine, a sam Carranza 1920. bio svrgnut u puču, koji je izveo njegov dotadašnji pristaša Alvaro Obregon. Novi režim je, međutim Ustav ostavio netaknutim i usprkos povremenim manjim ustancima i pobunama do kraja 1920.-ih, omogućio postupno pretvaranje Meksika u jednu od politički najstabilnijih zemalja Latinske Amerike. Vrijednosti Meksičke revolucije predstavljale su političku platformu Nacionalne revolucionarne partije, danas poznate kao PRI, a koja je Meksikom formalno vladala od osnivanja 1929. do 2000. godine.